# Titularbistum Meloë in Lycia
Meloë in Lycia (ital.: Meloe di Licia) ist ein Titularbistum der römisch-katholischen Kirche.
Es geht auf einen untergegangenen Bischofssitz zurück in der antiken Stadt gleichen Namens in der römischen Provinz Lycia et Pamphylia bzw. Lycia an westliche Mittelmeerküste der Türkei. Er gehörte der Kirchenprovinz Myra an
| Titularbischöfe von Meloë in Lycia |                                |                                                   |                   |                    |
| Nr.                                | Name                           | Amt                                               | von               | bis                |
| 1                                  | José Calvo OP                  | Apostolischer Vikar von Fo-Kien (China)           | 16. Februar 1781  | 15. Oktober 1812   |
| 2                                  | Kazimierz Roch Dmochowski      | Weihbischof in Vilnius (Litauen)                  | 17. Dezember 1840 | 3. Juli 1848       |
| 3                                  | Girolamo Gavi                  | Apostolischer Administrator von Livorno (Italien) | 3. Juli 1848      | 4. April 1869      |
| 4                                  | Antonio Polin                  | Weihbischof in Padua (Italien)                    | 16. Januar 1874   | 25. September 1882 |
| 5                                  | Giovanni Battista Mantovano OM | Koadjutorbischof von Bova (Italien)               | 15. März 1883     | 11. Juli 1894      |